# ألفرد بارتون برادي
ألفرد بارتون برادي (بالإنجليزية: Alfred Barton Brady)‏ هو مهندس مدني ومهندس معماري أسترالي، ولد في 1 فبراير 1856، وتوفي في 1932.